# 충안구
충안구(한국어: 숭안구, 중국어: 崇安区, 병음: Chóng'ān Qū)는 중화 인민 공화국 장쑤성 우시 시의 행정구역이다. 넓이는 17km2이고, 인구는 2007년 기준으로 190,000명이다.

## 행정 구역
6개 가도를 관할한다.
- 가도: 崇安寺街道, 通江街道, 广瑞路街道, 上马墩街道, 江海街道, 广益街道.